# Night Time Is the Right Time
Night Time Is the Right Time ist ein Bluesstandard, der im Laufe der Jahre von vielen verschiedenen Künstlern aufgenommen wurde. Die Originalversion stammt von Roosevelt Sykes und wurde 1937 auf Decca 7324 veröffentlicht. Als Autor wird auch oft Leroy Carr erwähnt, jedoch war er schon 1935 verstorben, ohne diesen Song zu kennen. Im Laufe der Jahre und durch unzählige Coverversionen wurde der Song noch vielen anderen Bluesmusikern zugeschrieben, so z. B. Ozzie Cadena, Lew Herman, auch Big Bill Broonzy oder Nappy Brown, der den Song 1957 coverte.
Besonders in Erinnerung bleibt die Textzeile „Because night time, is the right time, to be with the one you love“ am Ende jeder Strophe. Diese Zeile findet sich ebenfalls beispielsweise bei I'm in the Mood von John Lee Hooker oder Bob Dylans To Be Alone With You.
Die erste Coverversion wurde mit einem leicht abgeänderten Text 1938 von Big Bill Broonzy aufgenommen (Vocalion 4149/Conqueror 9073). Ebenfalls 1938 nahm Roosevelt Sykes eine zweite Version des Lieds auf (Night Time Is the Right Time #2" Decca 7438); auch auf dieser Aufnahme wurde der Text leicht abgeändert. Die erfolgreichste Version des Songs stammt von Ray Charles aus dem Jahr 1958. Wesentlichen Anteil an der emotionalen Intensität hat die Begleitsängerin Margie Hendrix, die ab der Mitte des Liedes (1:30) einen laut gesungenen, ekstatischen Part hat. Der Song erreichte zwar nur Platz 95 in den Pop-Singlecharts, war aber in den R&B-Charts auf Platz 5.

## Andere Coverversionen
- Ray Charles
- The Animals
- Big Joe Turner
- The Yardbirds
- Alexis Korner
- Creedence Clearwater Revival
- Joss Stone
- Eddie Boyd & His Blues Band
- Wayne County & the Electric Chairs
- Tina Turner
- The Rolling Stones
- The Sonics
- Champion Jack Dupree
- Rufus Thomas and Carla Thomas
- Lulu
- James Brown
- Canned Heat
- John Scofield
- Aretha Franklin
- Sonny Boy Williamson II.
- Count Basie
- Clifton Chenier
- Eddie Boyd
- Etta James
- The Graham Bond Organization[5]